# Vadym Jevtušenko
Vadym Anatolijovyč Jevtušenko (in ucraino Вадим Анатолійович Євтушенко?; in russo Вадим Анатольевич Евтушенко?, Vadim Anatol'evič Evtušenko; P"jatychatky, 1º gennaio 1958) è un allenatore di calcio ed ex calciatore sovietico, dal 1992 ucraino, di ruolo centrocampista o attaccante.

## Palmarès
- Campionato sovietico: 5

Dinamo Kiev: 1980, 1981, 1985, 1986
Dnepr: 1988
- Coppa sovietica: 4

Dinamo Kiev: 1982, 1984-1985, 1986-1987
Dnepr: 1988-1989
- Coppa delle Coppe: 1

Dinamo Kiev: 1985-1986
- Campionato svedese: 1

AIK: 1992